# Tristan Ranx
Tristan Ranx, kortárs francia regényíró, lapszerkesztő.

## Életrajza
1966. december 21-én született. Művészettörténeti és filozófiai tanulmányait a párizsi és a salamanca-i egyetemen (Université Paris VII – Diderot ; Universidad Pontificia) végezte. Az eredetileg svájci illetőségű regényíró, költő és világutazó, Blaise Cendrars, Kassák Lajos és Szittya Emil közeli barátjának a példáját követve, Ranx tanulmányi körutakat tett Németországban, Írországban, Izlandon, Észak-Afrikában, Dalmáciában, Törökországban és Romániában.

### Szerkesztői tevékenysége
Több párizsi irodalmi-művészeti folyóirat (Supérieur Inconnu, Standard Magazine, Bordel, Chronic'art, Technikart) rovatvezető szerkesztője és munkatársa. 2009 és 2010 között a Párizsban megjelenő, nagy példányszámban megjelenő, baloldali beállítottságú Libération című napilap kulturális rovatvezetője.

### Segélyszervezeti tevékenysége
Franciaországi művészeti lapok, internet-szakemberek és informatikai cégek (Fluctuat.net, Chronic'art, Ulule, Thierry Théolier, AdB-SolidaTech, Benjamin Bayart) összefogásának az eredményeképpen Ranx 2011 májusában megszervezi a l'Opération 56 K: Des modems analogiques akciót a líbiai forradalmárok megsegítésére.

## Irodalmi művei
- Falkenstein. Postface de Bertrand Delcour. Prototipikus regény. Édition Du Moine Bourru, Párizs, 2000
- La cinquième saison du monde (A világ ötödik évszaka). Regény. Condition humaine sorozat. Max Milo Éditions kk., Párizs, 2009. ISBN 978-2-35341-069-9

## Díj
- Technikart-díj (2009)

## Külső hivatkozások
- Sophie Pène, Tristan Ranx : La cinquième saison du monde (franciául)
- evene.fr francia portál Tristan Ranx szócikke (franciául)
- Nanochevik. Tristan Ranx blogja (franciául)
- A Googel keresőmotor Tristan Ranxra vonatkozó fényképösszeállítása
- Facebook, Tristan Ranx